# Seliza partita
Seliza partita är en insektsart som beskrevs av Melichar 1902. Seliza partita ingår i släktet Seliza och familjen Flatidae. Inga underarter finns listade i Catalogue of Life.